# Монастириська центральна районна бібліотека
Монастириська центральна районна бібліотека — головна книгозбірня міста Монастириська, районна за значенням, універсальна за змістом та публічна за призначенням.

## Історична довідка
На початку 1940 року відкрилися дві державні бібліотеки, які обслуговували й дорослих, і дітей. Книгозбірні припинили свою діяльність у роки війни. На початку 1945 року було відновлено бібліотеку, при якій був і дитячий відділ. З часом дитячий відділ відокремили —  у 1948 році Монастириський районний відділ культурно-освітніх установ відкрив районну бібліотеку для дітей.
Першим приміщенням бібліотеки був Народний дім, який знаходився біля церкви. Пізніше відкрили книгозбірню в будинку, який був побудований на тому місці, де тепер знаходиться пам'ятник Тарасові Шевченку. До нинішнього дня ці будинки не збереглися.
Згодом бібліотеку було перенесено у приміщення, яке знаходилося біля аптеки (зараз тут дитяча консультація), потім вона розмістилась у будинку, що прилягає до кінотеатру, пізніше перенесли в Будинок культури, а згодом, ненадовго — у будинок, який займав райком партії.
У 1967 році Будинок культури знову прийняв у свої стіни бібліотеку, яка перебувала тут до 1972 року. З роками фонд поповнювався, і постало питання про розширення приміщення. У 1972 році бібліотеку було перенесено в будинок колишньої середньої школи.
Завідувачами бібліотеки були: Парасковія Вікторівна Іщенко, Ніна Платонівна Петренко, Роман Іларійович Шуя, Даниїла Михайлівна Корчова, Стефанія Іванівна Вовк, Катерина Григорівна Шкварло, Марія Іванівна Деркач.

## Основні завдання
Своїми основними завданнями бібліотека вважає:
- сприяння розвитку освіти та самоосвіти, шляхом популяризації фонду бібліотеки, надання професійних консультацій щодо пошуку потрібних матеріалів;
- вивчення та формування читацьких інтересів через запровадження нових форм роботи;
- виховання духовної культури особистості та популяризація норм загальнолюдської моралі;
- організація краєзнавчої роботи, розвиток інтересів користувачів до історії України, ведення пошукової роботи із відтворення білих плям у історії рідного краю;
- відродження народних традицій та обрядів, пісенно-фольклорного мистецтва;
- розвиток зв'язків з громадськістю, надання інформаційних послуг як державного, так і місцевого рівня

## Сучасний стан
У 2011 році Монастириська ЦБС стала переможницею конкурсу проектів програми «Бібліоміст» «Організація нових бібліотечних послуг з використанням вільного доступу до мережі «Інтернет». У центральній бібліотеці відкрито інтернет — центр із покращеним інформаційним забезпеченням користувачів.

## Структура
У бібліотеці функціонують відділи: 
- обслуговування користувачів;
- абонемент
- читальний зал
- інтернет-центр із безкоштовним доступом до світової мережі;
- комплектування та обробки літератури;
- методично-бібліографічний.

## Фонди
Фонд бібліотеки нараховує 35900 одиниць творів друку українською та іноземними мовами, близько 35 назв центральних та місцевих періодичних видань.

## Користувачі
Послугами бібліотеки користуються близько 2200 читачів. Основні категорії : школярі, студенти, службовці, робітники, пенсіонери.

## Послуги
Читачі можуть отримати такі послуги:
- брати літературу додому та користуватись у читальному залі;
- знайомитись з книжковими виставками та тематичними полицями;
- брати участь у масових дійствах, організованих бібліотечними працівниками;
- замовляти екскурсії; — навчитися користуватися довідково-бібліографічним апаратом;
- отримати достатню краєзнавчу інформацію; — користуватися періодичними виданнями;
- скористатися безкоштовним доступом до мережі Інтернет;
- отримати довідку по пошуковому запиту;
- роздрукувати та зберегти на електронних носіях знайдені інформаційні матеріали.